# Kościół św. Mikołaja w Ludzisku
Kościół świętego Mikołaja w Ludzisku – rzymskokatolicki kościół parafialny należący do parafii pod tym samym wezwaniem (dekanat inowrocławski I archidiecezji gnieźnieńskiej).
Jest to murowana świątynia, wzniesiona w 1865 roku, z inicjatywy księdza Michała Weyny i fundacji dziedzica Ludziska Jana Dąmbskiego, w stylu neobarokowym. Konsekrowana została rok później przez dziekana żnińskiego i proboszcza mogileńskiego księdza Józefa Kluppa. Budowla powstała na planie krzyża z trójkątnie zamkniętym prezbiterium i wieżą od strony zachodniej. Nawa nakryta jest dwuspadowym dachem, natomiast prezbiterium pokrywa dach wielopołaciowy. Wieża jest zwieńczona sygnaturką z latarnią i dachem hełmowym. Portal wejścia głównego jest wyznaczony przez dwie doryckie kolumny podtrzymujące belkowanie i fronton, który w tympanonie jest ozdobiony „Okiem Opatrzności”. Po zmianie wystroju wnętrza kościół został ponownie konsekrowany w 1905 roku. W 1932 roku świątynia została rozbudowana według projektu architekta z Poznania Lucjana Michałowskiego, natomiast po raz ostatni kościół został konsekrowany przez Lucjana Biernackiego w dniu 28 września 1952 roku. Z zabytków można wyróżnić: rokokowy krucyfiks z 2. połowy XVIII wieku, rzeźby Wawrzyńca Kaima i Piotra Trieblera, obraz znajdujący się w ołtarzu głównym i polichromie wykonane przez Józefa Oźmina oraz ołtarze boczne ozdobione obrazami św. Mikołaja, Matki Bożej Wniebowziętej, chrzcielnicę i ambonę.